# Лунный старец

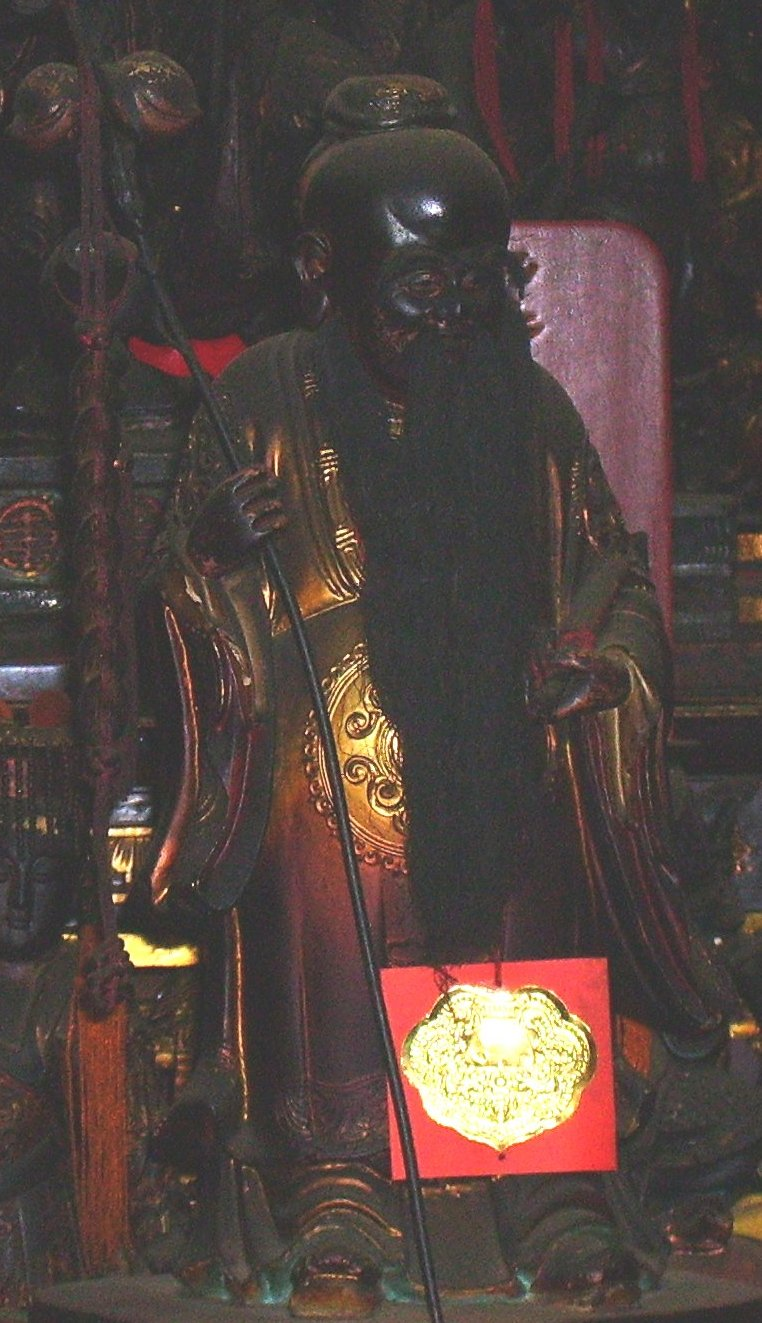

Лунный старец (кит. 月老 — Юэлао; кит. 月下老人 — Юэся Лаожэнь) — даосское божество, покровитель сватовства и бракосочетаний. Считается, что он связывает пару, предназначенную к совместной жизни, неразрывной красной нитью.
Упоминается в романе Цао Сюэциня (XVII век) «Сон в красном тереме», а также у Шэнь Фу (1763—1810?) в «Шести записках о быстотечной жизни» и в «Путешествии Лао Цаня» Лю Э (1857—1909).
Культ лунного старца впервые зафиксирован в предании, записанном Ли Фуянем (李復言) в эпоху династии Тан (618—907).
 